# José Mariano de Aguirre y Mayora
José Mariano Millán de Aguirre y Mayora (Lima, 14 de febrero de 1760-17 de octubre de 1835) fue un sacerdote y escritor peruano. Fue uno de los firmantes de la Declaración de Independencia del Perú.

## Formación académica
Sus padres fueron Juan Millán de Aguirre y Elola, y Joaquina Mayora y Ardiles. Hizo sus estudios en el Real Convictorio de San Carlos, bajo la dirección de Toribio Rodríguez de Mendoza, y mostró aptitudes tan notorias que siendo alumno regentó cursos de Matemática y Filosofía. Fue introducido en la academia privada que mantenía Hipólito Unanue (1784) y colaboró en la reforma de los estudios, que en el Convictorio introdujo la física newtoniana y el método experimental (1787). Como era de rigor, presentó un acto público de filosofía, en el cual absolvió las cuestiones propuestas por José Baquíjano y Carrillo, y José Antonio Cevallos.
Sucesivamente obtuvo los grados de Bachiller, Licenciado y Doctor en Cánones (1788), y entonces se le asignó a Antonio Guzmán como maestro de práctica forense, para luego recibirse como abogado ante la Real Audiencia de Lima (1793).

## Actividad eclesiástica
Se le concedió el curato de Santo Domingo de los Olleros, desde donde colaboró con el Mercurio Peruano. Posteriormente pasó a la doctrina de Laraos, donde se desempeñó como vicario de la provincia de Yauyos. Continuó sus labores sacerdotales sucesivamente en Yungay, Checras y Pisco.
Promovido a la canonjía doctoral (1815), formó parte del Cabildo Metropolitano de Lima. Elegido provisor y vicario general del arzobispado, abogó por los clérigos patriotas encarcelados (como Cecilio Tagle, Juan Francisco Carrión y Faustino Huapaya). Promovido finalmente a deán (1832), pocos años antes de su fallecimiento.

## Acción patriótica y labor docente
Difusor de los ideales separatistas. Fue uno de los primeros firmantes del Acta de la Independencia (15 de julio de 1821). Miembro de la Sociedad Patriótica (1822). Elegido vicerrector de la Universidad de San Marcos, pasó a ejercer el rectorado ante el fallecimiento del titular, Conde de Casa Saavedra (1823). Nombrado catedrático de Prima de Sagrados Cánones (1827), fue designado posteriormente rector del Seminario de Santo Toribio y nuevamente rector del claustro sanmarquino (1833).

## Obras
Considerado como "socio académico foráneo" de la Sociedad de Amantes del País, colaboró con varios artículos en la revista de dicha sociedad, con el seudónimo de Sophronio:
- Carta sobre los maricones
- Discurso sobre la falsa religión de los indios del Perú.
- Descripción de la famosa fuente que adorna la Plaza Mayor de esta capital.
- Conversación sobre el señorío de las mujeres.
- Carta sobre la pintura.
- Descripciones de las provincias de Tinta y Chachapoyas, y de la intendencia de Tarma.

| Predecesor: Francisco Arias de Saavedra | Rector de la Universidad de San Marcos 1823-1824 | Sucesor: Toribio Rodríguez de Mendoza |
| Predecesor: Miguel Tafur y Zea          | Rector de la Universidad de San Marcos 1833-1835 | Sucesor: Pascual Antonio de Gárate    |